# بیت ریمون
بیت ریمون (به لاتین: Beit Rimon) یک منطقهٔ مسکونی در اسرائیل است که در Lower Galilee Regional Council واقع شده‌است.